# المواجد (الدقهلية)
قرية المواجد هي إحدى القرى التابعة لمركز المنزلة في محافظة الدقهلية في جمهورية مصر العربية. حسب إحصاءات سنة 2006، بلغ إجمالي السكان في المواجد 8279 نسمة، منهم 4216 رجل و4063 امرأة.